# Melinna pacifica
Melinna pacifica är en ringmaskart som beskrevs av McIntosh 1885. Melinna pacifica ingår i släktet Melinna och familjen Ampharetidae. Inga underarter finns listade i Catalogue of Life.